# エレーナ・リバキナ
- ルバキナ
- ルイバキナ
- ルイバーキナ

エレーナ・アンドレーエヴナ・リバキナ（Elena Rybakina, 露: Еле́на Андре́евна Рыба́кина, 1999年6月17日 - ）は、カザフスタンの女子テニス選手。ロシア・モスクワ出身。2022年ウィンブルドン女子シングルス優勝者。これまでにWTAツアーでシングルス9勝を挙げている。WTAランキング自己最高位はシングルス3位、ダブルス48位。

## 来歴
幼少期、元々は体操とフィギュアスケートを習っていたが、背が高すぎて向いていなかったため、6歳でテニスを始める。テニスクラブでは、元トップ10選手のアンドレイ・チェスノコフら著名な引退アスリートに指導を受けたが、集団レッスンで、練習時間も1日3時間と短かった。
14歳の2013年にジュニアサーキットデビュー。2015年に全米オープンでジュニアグランドスラム初出場。2016年から結果が出始め、プロに転向。2017年に唯一となるグレードAタイトル獲得時には、イガ・シフィオンテクを破っている。ジュニアでの最高順位は3位だった。
ジュニア時代の2014年からITFツアーに参加。ジュニア期間中に計5回決勝に進み、ダブルスで2回優勝している。また、2017年のクレムリン・カップでWTAツアー本戦デビューを果たした。2018年のサンクトペテルブルク・レディース・トロフィーで初勝利をあげた。同年6月、国籍をロシアからカザフスタンに変更。カザフスタンテニス連盟が財政的支援をしてくれることが決め手となった。ただし、住居はモスクワのままとした。
4大大会では2019年全仏オープンで予選を勝ち上がり初出場した。同年7月のブカレスト大会でWTAツアー初の決勝に進出しパトリシア・マリア・ティグを6–2, 6–0で破りツアー初優勝を果たした。これにより、トップ100入りを達成。また、江西省オープンで準優勝するなど、最終的に37位まで上昇するブレークスルーを見せた。
2020年は、年始の深圳オープンで準優勝になると、翌週のホバート国際では決勝で張帥を7–6(7), 6–3で破り、ツアー2勝目を挙げた。2020年全豪オープンでは3回戦まで進出。さらに、続くサンクトペテルブルク・レディース・トロフィーとドバイ・テニス選手権で準優勝。その後、COVID-19の世界的流行によりツアーは中断となったが、順位は17位まで上がり、トップ20入りした初のカザフスタン人選手となった。ツアー再開後は勢いが落ちたが、ストラスブール国際で準優勝している。
2021年全仏オープンで単複ともにベスト8。BNPパリバ・オープンのダブルスではベロニカ・クデルメトバと出場し、ダブルス初の決勝進出を見せた。東京オリンピックではシングルスに出場し、ベスト4入り。しかし、準決勝でベリンダ・ベンチッチに、3位決定戦でエリナ・スビトリナに敗れ、メダル獲得はならなかった。
2022年ウィンブルドン選手権で優勝。順当にベスト8まで駒を進めると、準々決勝でアイラ・トムリャノビッチに逆転勝ちし、自身初のGSベスト4入り。シモナ・ハレプをストレートで破り決勝に進出すると、決勝ではオンス・ジャバーに3-6, 6-2, 6-2で勝利し、カザフスタン人選手初となる栄冠を手にした。なお、この大会はウクライナ侵攻を受けてロシア人・ベラルーシ人選手を排除していたため、ロシア出身であるリバキナにはロシア関連の質問を繰り返し受けるはめになった。また、本来であればこの結果により2位になるはずだったが、大会の国籍差別への制裁としてWTAポイントは付与されず、順位は上がらなかった。

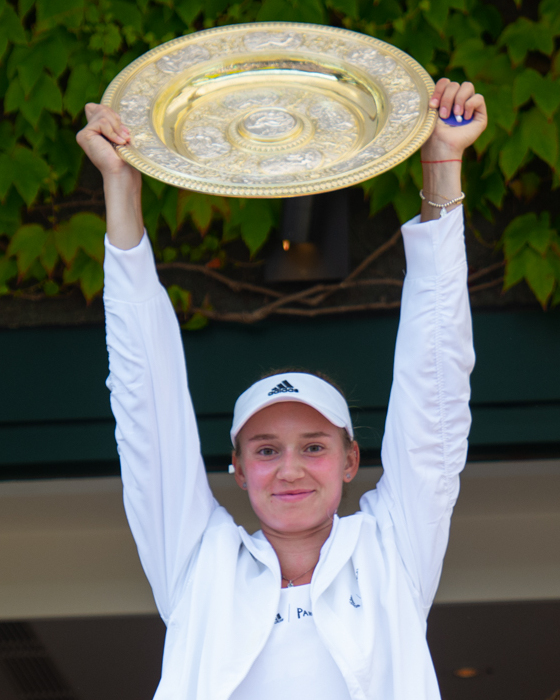
2022年ウィンブルドン選手権で優勝トロフィーを掲げるリバキナ

2023年全豪オープン、4回戦で世界1位のイガ・シフィオンテクを、準決勝でビクトリア・アザレンカを破る強さを見せ2度目のGS決勝に到達した。決勝ではアリーナ・サバレンカ相手に第1セットを取るも、2時間28分の末に6-4, 3-6, 4-6で逆転負け。それでも、大会後にはトップ10復帰を果たした。

## WTAツアー決勝進出結果

### シングルス: 20回 (9勝11敗)
| 大会グレード                  |
| ----------------------------- |
| グランドスラム (1–1)          |
| WTAファイナルズ (0–0)         |
| WTA1000トーナメント (2–3)     |
| WTAエリート・トロフィー (0–0) |
| WTA500トーナメント (4–3)      |
| WTA250トーナメント (2–4)      |

| 結果   | No. | 決勝日        | 大会                 | サーフェス    | 対戦相手                       | スコア                  |
| ------ | --- | ------------- | -------------------- | ------------- | ------------------------------ | ----------------------- |
| 優勝   | 1.  | 2019年7月21日 | ブカレスト           | クレー        | パトリシア・マリア・ティグ     | 6-2, 6-0                |
| 準優勝 | 1.  | 2019年9月15日 | 南昌                 | ハード        | レベッカ・ペテルソン           | 2-6, 0-6                |
| 準優勝 | 2.  | 2020年1月11日 | 深圳                 | ハード        | エカテリーナ・アレクサンドロワ | 2-6, 4-6                |
| 優勝   | 2.  | 2020年1月18日 | ホバート             | ハード        | 張帥                           | 7-6(9-7), 6-3           |
| 準優勝 | 3.  | 2020年2月16日 | サンクトペテルブルク | ハード (室内) | キキ・ベルテンス               | 1-6, 3-6                |
| 準優勝 | 4.  | 2020年2月22日 | ドバイ               | ハード        | シモナ・ハレプ                 | 6-3, 3-6, 6-7(5-7)      |
| 準優勝 | 5.  | 2020年9月26日 | ストラスブール       | クレー        | エリナ・スビトリナ             | 4-6, 6-1, 2-6           |
| 準優勝 | 6.  | 2022年1月9日  | アデレード           | ハード        | アシュリー・バーティ           | 3-6, 2-6                |
| 優勝   | 3.  | 2022年7月9日  | ウィンブルドン       | 芝            | オンス・ジャバー               | 3-6, 6-2, 6-2           |
| 準優勝 | 7.  | 2022年9月18日 | ポルトロス           | ハード        | カテリナ・シニャコバ           | 7-6(7-4), 6-7(5-7), 4-6 |
| 準優勝 | 8.  | 2023年1月28日 | 全豪オープン         | ハード        | アリーナ・サバレンカ           | 6-4, 3-6, 4-6           |
| 優勝   | 4.  | 2023年3月19日 | インディアンウェルズ | ハード        | アリーナ・サバレンカ           | 7-6(13-11), 6-4         |
| 準優勝 | 9.  | 2023年4月1日  | マイアミ             | ハード        | ペトラ・クビトバ               | 6-7(14-16), 2-6         |
| 優勝   | 5.  | 2023年5月20日 | ローマ               | クレー        | アンヘリーナ・カリニーナ       | 6-4, 1-0 途中棄権       |
| 優勝   | 6.  | 2024年1月7日  | ブリスベン           | ハード        | アリーナ・サバレンカ           | 6-0, 6-3                |
| 優勝   | 7.  | 2024年2月11日 | アブダビ             | ハード        | ダリア・カサトキナ             | 6-1, 6-4                |
| 準優勝 | 10. | 2024年2月17日 | ドーハ               | ハード        | イガ・シフィオンテク           | 6-7(8-10), 2-6          |
| 準優勝 | 11. | 2024年3月31日 | マイアミ             | ハード        | ダニエル・コリンズ             | 5-7, 3-6                |
| 優勝   | 8.  | 2024年4月20日 | シュトゥットガルト   | クレー (室内) | マルタ・コスチュク             | 6-2, 6-2                |
| 優勝   | 9.  | 2025年5月24日 | ストラスブール       | クレー        | リュドミラ・サムソノワ         | 6-1, 6-7(2-7), 6-1      |

## 4大大会シングルス成績
略語の説明
| W | F | SF | QF | #R | RR | Q# | LQ | A | Z# | PO | G | S | B | NMS | P | NH |

W=優勝, F=準優勝, SF=ベスト4, QF=ベスト8, #R=#回戦敗退, RR=ラウンドロビン敗退, Q#=予選#回戦敗退, LQ=予選敗退, A=大会不参加, Z#=デビスカップ/BJKカップ地域ゾーン, PO=デビスカップ/BJKカッププレーオフ, G=オリンピック金メダル, S=オリンピック銀メダル, B=オリンピック銅メダル, NMS=マスターズシリーズから降格, P=開催延期, NH=開催なし.
| 大会           | 2018 | 2019 | 2020 | 2021 | 2022 | 2023 | 2024 | 2025 | 通算成績 |
| -------------- | ---- | ---- | ---- | ---- | ---- | ---- | ---- | ---- | -------- |
| 全豪オープン   | A    | LQ   | 3R   | 2R   | 2R   | F    | 2R   | 4R   | 14–6     |
| 全仏オープン   | A    | 1R   | 2R   | QF   | 3R   | 3R   | QF   | 4R   | 16–6     |
| ウィンブルドン | A    | LQ   | NH   | 4R   | W    | QF   | SF   | 3R   | 21–4     |
| 全米オープン   | LQ   | 1R   | 2R   | 3R   | 1R   | 3R   | 2R   |      | 5–5      |

※: 2023年全米2回戦の不戦勝と2023年全仏3回戦の不戦敗と2024年全米2回戦の不戦敗は通算成績に含まない